# Bojot
Bojot is een bestuurslaag in het regentschap Serang van de provincie Banten, Indonesië. Bojot telt 3997 inwoners (volkstelling 2010).